# Massimo Toschi
Massimo Toschi (Porcari, 25 settembre 1944 – Lucca, 5 dicembre 2023) è stato un attivista e politico italiano.

## Biografia
Fu colpito durante l'infanzia da poliomielite, la malattia che lo costrinse in sedia a rotelle. Dopo la maturità classica a Lucca, s'iscrisse all'Università Cattolica del Sacro Cuore di Milano, dove nel 1968 conseguì la laurea in filosofia con una tesi sulle origini del movimento francescano. Successivamente frequentò per due anni a Bologna l'istituto di scienze religiose fondato da Giuseppe Dossetti. Dal 1969 al 2000 insegnò materie umanistiche, storia e filosofia. Nel 1987 conseguì una seconda laurea in storia religiosa alla Cattolica di Milano.
Sin dagli anni giovanili fu impegnato a livello sociale, occupandosi di assistere i malati di Aids. A partire dal 1998 il suo impegno si ampliò ai problemi che affliggono il sud del mondo, recandosi in Algeria nel pieno della guerra civile, su invito dell'arcivescovo di Algeri, nel 2000 in Sierra Leone dove testimoniò la realtà dei bambini-soldato.
Nel 2000 fu nominato consigliere speciale per la pace, la cooperazione e i diritti umani presso la Regione Toscana dal presidente Claudio Martini, incontrando a tale scopo personalità mondiali come Nelson Mandela, Shimon Peres e Yasser Arafat. Ha costruito il progetto Saving Children per la cura dei bambini palestinesi affetti da gravi patologie all'interno degli ospedali israeliani, tra cui l'iniziativa di fornitura gratuita di medicinali da parte del governo israeliano all'ospedale di Gaza grazie a un incontro a Gerusalemme tra Toschi e Ehud Olmert.
Amico di Romano Prodi, collaborò con lui durante la sua presidenza della Commissione europea. Nel 2004 fu candidato alle elezioni europee per lista Uniti nell'Ulivo nella circoscrizione dell'Italia centrale, ma non risultò eletto.
Nel 2005 fu candidato al consiglio regionale della Toscana per l'Ulivo e risultò eletto nel collegio di Lucca. Il governatore Martini lo nominò assessore regionale alla cooperazione internazionale, alla pace e alla riconciliazione tra i popoli. In tale veste, strinse relazioni con il ministero degli esteri, sotto la guida dei ministri Massimo D'Alema e Franco Frattini, e contatti significativi con i leader politici del Sud Africa, del Burkina Faso e dell'Eritrea.
Dal 2010 al 2016 proseguì in un incarico gratuito di collaborazione e consulenza con la Regione Toscana sempre in tema di cooperazione internazionale, su richiesta del governatore Enrico Rossi.

## Opere
- Pace e Vangelo. La tradizione cristiana di fronte alla guerra, Queriniana, 1980.
- Come agnelli in mezzo ai lupi. Teologia e profezia della pace, Emi, 1995.
- Don Lorenzo Milani e la sua Chiesa. Documenti e studi, Polistampa, 2006.
- Un "abile per la pace", Jaca Book, 2013.
- Massimo Toschi e Michele Zanzucchi, Siria, una guerra contro i civili, prefazione di Romano Prodi. Città Nuova, 2018
- Massimo Toschi e Michele Zanzucchi, Scoperchiarono il tetto. Disabili spiegano il Valgelo, Edizioni Francescane Italiane, 2023.
- Massimo Toschi e Michele Zanzucchi, Beati i pacifici. Massimo Toschi una vita da cristiano comune, Città Nuova, 2023.